# Zunud
Zunud è un comune dell'Azerbaigian situato nel distretto di Şəki. Conta una popolazione di 1 270 abitanti.